# Zichya tenggerensis
Zichya tenggerensis är en insektsart som beskrevs av Zheng, Z. 1986. Zichya tenggerensis ingår i släktet Zichya och familjen vårtbitare. Inga underarter finns listade i Catalogue of Life.